# USS Hancock (CV-19)
O USS Hancock (CV-19) é um porta-aviões da Marinha dos Estados Unidos, pertencente a Classe Ticonderoga.

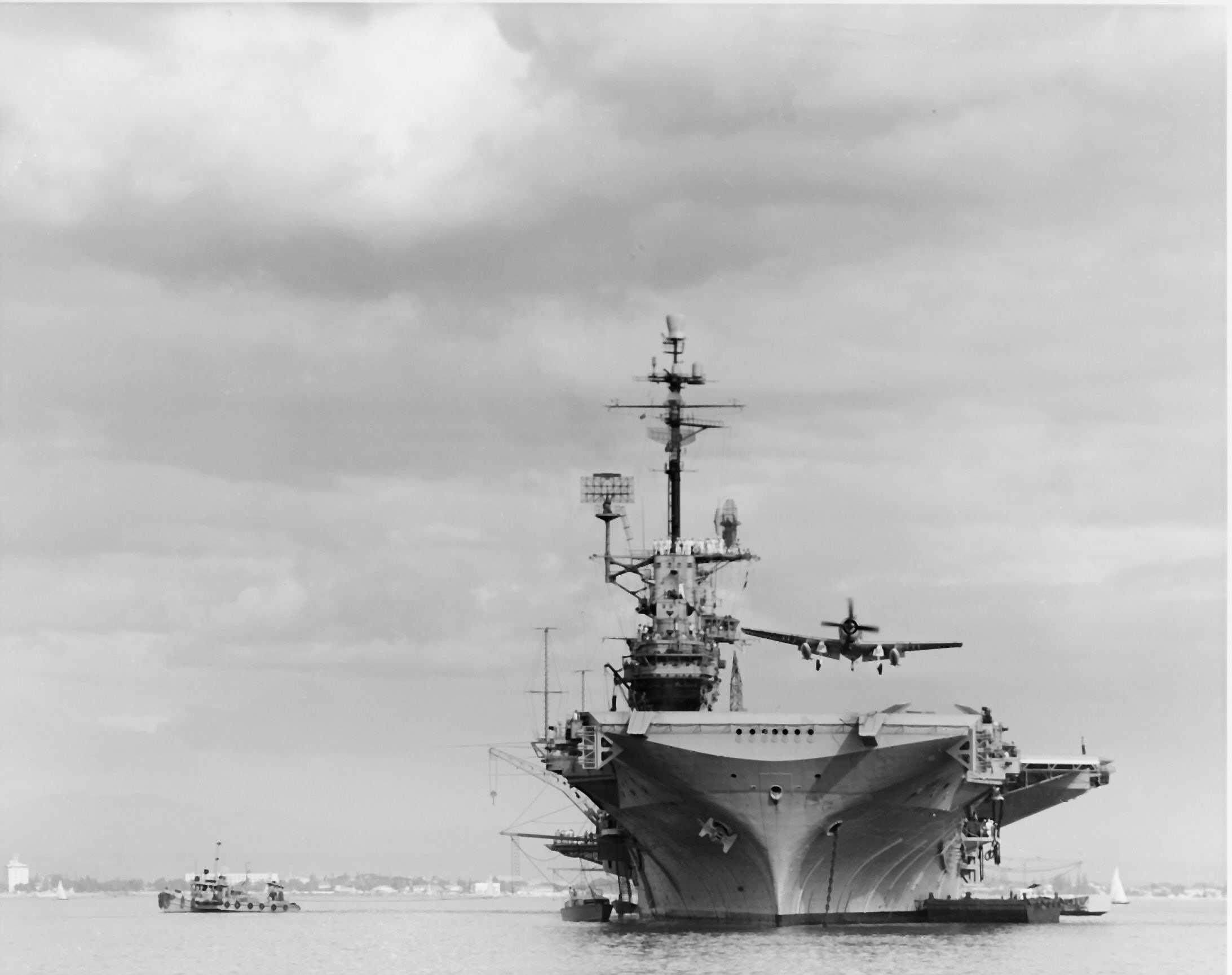
USS Hancock (CV-19) 1961
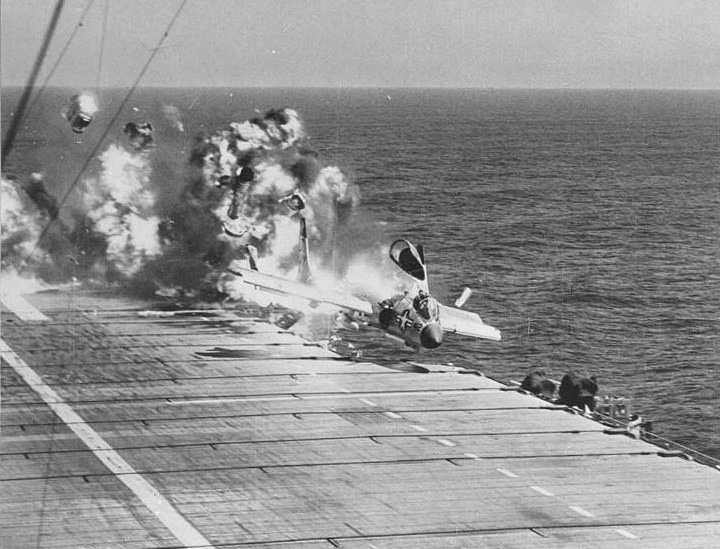
Impacto de um jato F7U-3 Cutlass contra o convés de voo do USS Hancock em 14 de julho de 1955.